# Fotbal Club Universitatea Cluj
Il Fotbal Club Universitatea Cluj SA, spesso abbreviato in FC Universitatea Cluj o U Cluj, è una società calcistica rumena con sede nella città di Cluj-Napoca.
Inizialmente era parte del CS Universitatea Cluj, club fondato nel 1919. Nel 1994 divenne un club di calcio professionistico con il nome di CFM Universitatea Cluj (Clubul de Fotbal Municipal Universitatea Cluj). L'unico trofeo vinto in tutta la sua storia è la Coppa di Romania, nel 1965.
Al termine della Liga II 2009-2010 è di nuovo promossa in Liga I arrivando seconda dietro l'FCM Târgu Mureș dopo aver battuto 3-1 all'ultima giornata il Minerul Lupeni.

## Palmarès

### Competizioni nazionali
- Coppa di Romania: 1

1964-1965
- Liga III: 1

2017-2018

### Altri piazzamenti
- Campionato rumeno:

Secondo posto: 1932-1933
Terzo posto: 1933-1934 (gruppo 1), 1971-1972
Semifinalista: 1926-1927, 1929-1930, 1941-1942
- Coppa di Romania:

Finalista: 1933-1934, 1941-1942, 1948-1949, 2014-2015, 2022-2023
Semifinalista: 1935-1936, 1953, 1970-1971, 1993-1994, 1994-1995, 2023-2024
- Cupa Ligii:

Finalista: 1998
- Liga II:

Secondo posto: 2009-2010 (Serie II)
- Coppa Bessarabia:

Semifinalista: 1941-1942

## Tifoseria
U Cluj ha molti sostenitori a Cluj-Napoca, ma anche in altre parti della Romania, in particolare in Transilvania. Uno dei motivi della popolarità della squadra è che Cluj-Napoca ha alcune delle università più importanti della Romania, tra cui l'Università Babeș-Bolyai, la più grande del paese con oltre 45.000 studenti. Sia i tifosi sia i giocatori della squadra "U" Cluj sono spesso chiamati i Șepcile Roșii (berretti rossi), dal nome dei berretti indossati in passato dagli studenti della Facoltà di Medicina di Cluj. Fin dalla sua fondazione, il club ha avuto numerosi sostenitori. Il 16 maggio 1920 ebbe luogo il primo movimento di tifosi, quando un carro da 80 posti, pieno fino all'orlo di studenti, partì per Arad per tifare la squadra nella partita contro Gloria Arad.

### Storia

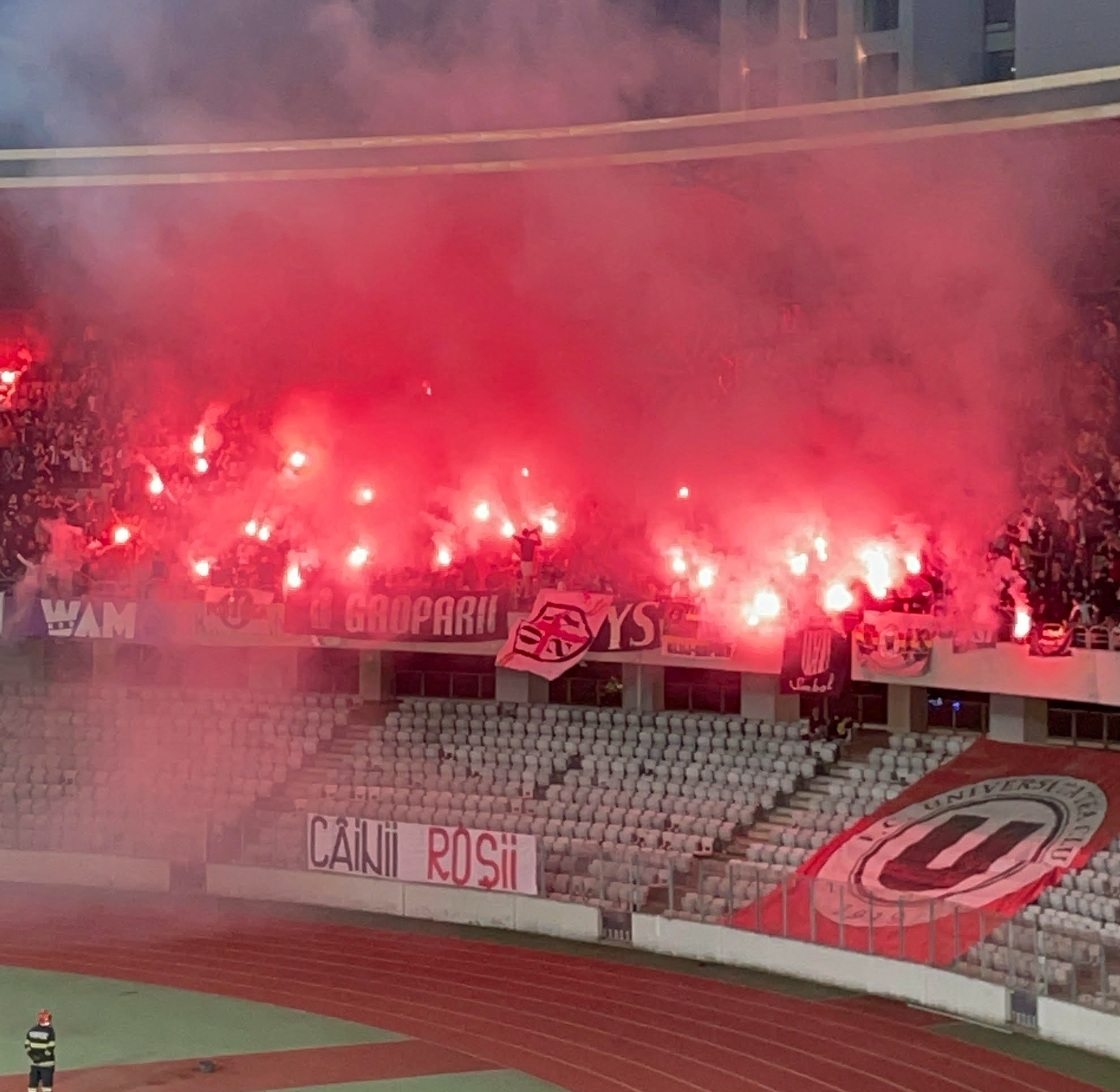
Tifosi dell'"U" Cluj durante una partita di promozione della Liga 1 contro la Dinamo Bucarest nel 2022

La prima associazione di appassionati dell'Università di Cluj fu fondata nel 1972, da un gruppo di studenti guidati da Gheorghe Florea, e si chiamava Amicii U. Un anno dopo, lo stesso Gheorghe Florea scrisse il testo di una delle più belle canzoni dei Berretti Rossi: Gloria agli studenti. L'allora dirigente del club, Remus Câmpeanu, mise a disposizione dei tifosi una sala nei locali della Casa della Cultura degli studenti, dove avrebbero potuto tenere le loro riunioni. I membri dell'associazione avevano documenti d'identità e pagavano una quota mensile. Il ricavato delle quote fu utilizzato per acquistare berretti e sciarpe con i colori del club. I tifosi universitari accompagnavano costantemente la propria squadra in trasferta, cosa rara tra i tifosi degli anni '70. Il fanatismo a volte portò alla violenza: un episodio violento si verificò nel 1979 quando lo Sportul Studențesc vinse la partita con U Cluj a causa di discusse decisioni arbitrali. Dopo la partita, i sostenitori iniziarono a gridare "ladri" di fronte allo stadio e la polizia iniziò ad affrontare i tifosi arrabbiati.
Alla fine degli anni 1990, il fenomeno ultras comincia a penetrare a Cluj. I tifosi erano divisi in fazioni sul modello dei gruppi ultras italiani. Vecchia Guardia 1996, Ultra Curva Groapa 1997 e Gruppo Centrale 1999 furono alcune delle brigate che in quel periodo posero il loro stendardo sulla recinzione. Nel 2002 è stata costituita la brigata Gruppo2002 Grigo. La brigata contava circa 200 membri con un'età media di 23-24 anni. Le fazioni più recenti apparse sugli spalti di Cluj sono: Ultras 19 2004, Fanatics 2006, Black Devils 2006, Boys 2006 e Battaglione Gheorgheni 2009. Nel 2012 i tifosi hanno raccolto fondi, per un totale di 6.600 lei,  denaro che è stato dato ai giocatori, non pagati da diversi mesi.
Nel 2012 i membri dell'ex brigata Ultras 19 hanno formato il gruppo I pochi orgogliosi ultras.
Nel 2019 un'importante fazione della tifoseria universitaria, l'Ultra Curva Groapa, si scioglie dopo che una delle loro bandiere è stata catturata dai tifosi del Petrol. Lo stesso anno la brigata Black Devils 2006 pubblica un comunicato in cui annuncia il proprio ritiro. Alcuni degli attuali gruppi ultras di "U" Cluj sono Groparii, VG (Vecchia Guardia), BOYS, MADS, FPU (The Few The Proud The Ultras), Potaissa, PPS (Prezenti pentru simbol), MNST (Mănăștur).

### Gemellaggi e rivalità

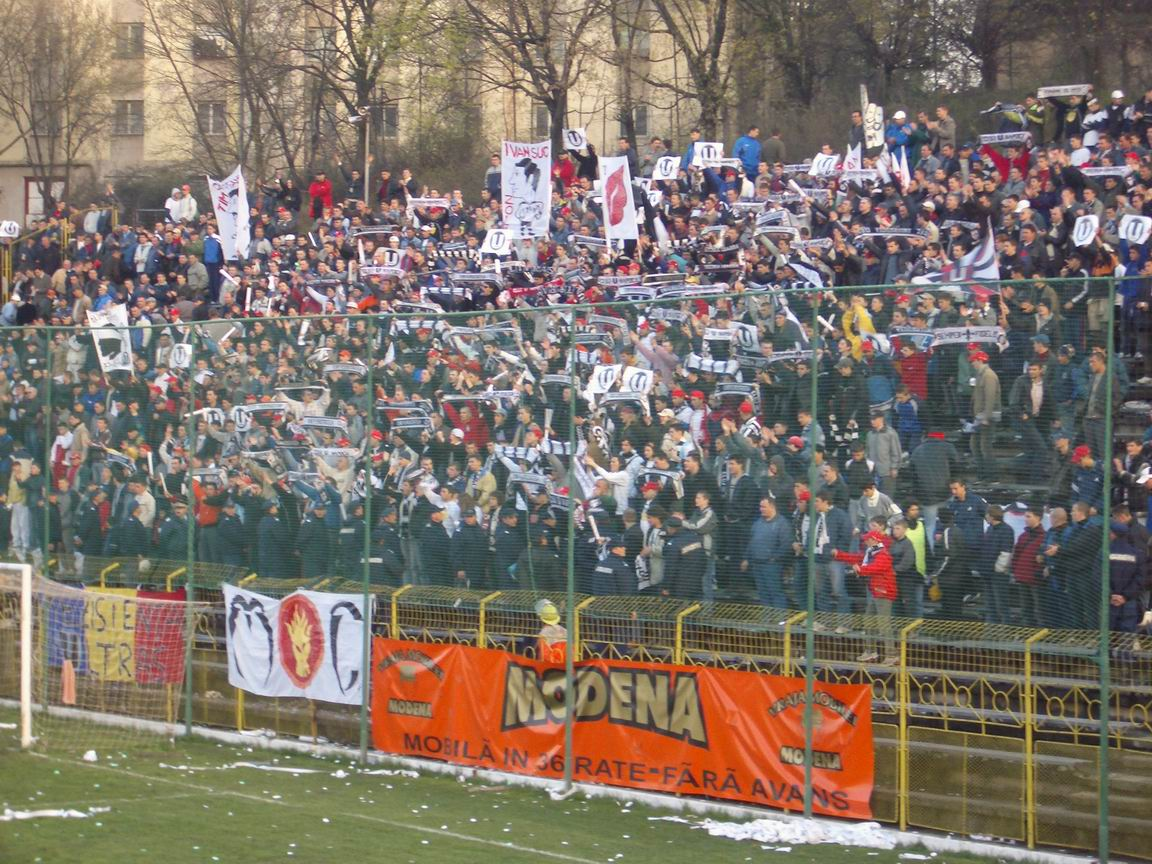
La tribuna della squadra durante una partita della Divizia B

I tifosi dell'Universitatea hanno una buona amicizia con i tifosi della Dinamo București, i principali rivali di FCSB e Rapid. L'amicizia con la Dinamo è iniziata a metà degli anni '90, entrambi i gruppi ultras sono stati associati alla "mentalità, al fanatismo e al lato nazionalista ", anche se negli anni '70 e '80, i sostenitori della "U" avevano amicizie con altri importanti tifosi di club, come la Politehnica Timișoara o il Rapid București, queste squadre erano le poche che avevano già gruppi di tifosi.
L'U Cluj ha un rapporto fraterno con i tifosi dei club Jiul Petrosani e SR Brasov.

I tifosi del U Cluj hanno una feroce rivalità con i tifosi dell'CFR Cluj, l'altra grande squadra della città. Tra i due campi si sono verificati numerosi incidenti, nella maggior parte dei casi con conseguenti feriti. Dopo l'iscrizione al campionato rumeno, la tribuna del CFR, composta ancora da ungheresi, sostenitori dell'ex KVSC, entrò in conflitto con quelli dell'Università. Il primo grande conflitto tra le due squadre avvenne nel 1924, quando lo stadio fu evacuato a causa alla rissa tra tifosi, in una partita vinta dall'Università per 2-1. Dopo la promozione del CFR Cluj alla Divizia A nel 1969, la rivalità contro l'U si riaccese. Nelle prime tre stagioni insieme in prima divisione, l'Università vinse la maggior parte delle partite fino al 1972, quando fu battuta 1-0. Nella stagione Divizia A 1975-76 entrambe le squadre furono retrocesse in Divizia B. Nelle due stagioni insieme in seconda divisione, il CFR rimase imbattuto, anche nella stagione Divizia B 1977-78 quando l'Università fu promossa e il CFR rimase in seconda divisione. Per più di 20 anni l'Università è rimasta prevalentemente nella Divizia A, mentre il CFR è rimasto nella Divizia B.

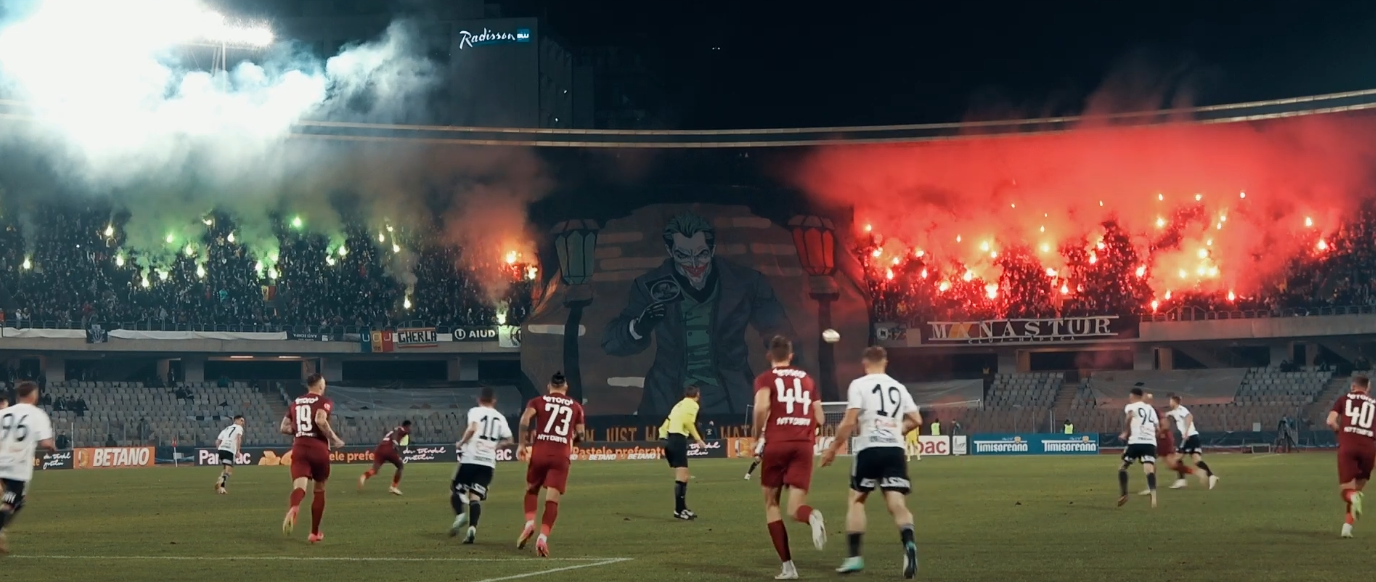
Coreografia dei tifosi dell'Universitatea al derby di Cluj

Nel 2004 il CFR riuscì a tornare in Division A e rimase imbattuto contro l'Università. Da allora, il CFR è diventata una delle squadre di calcio più importanti della Romania, vincendo 8 scudetti e giocando coppe europee, mentre l'Università è diventata la squadra secondaria del Cluj. Il 7 maggio 2008 il CFR sconfisse l'Università Cluj e la partita fu significativa per entrambe le squadre, il CFR vinse il primo scudetto, mentre l'Università retrocesse.
Sebbene entrambe le squadre abbiano dovuto affrontare problemi finanziari a partire dal 2014, il CFR è rimasto tra le squadre più forti, a differenza dell'Università, che è stata retrocessa l'anno successivo. Nel 2016 l'Università è retrocessa in Liga III, è fallita e si è ristabilita in Liga IV. Dopo sette anni senza alcuna disputa tra le due rivali, in cui l'U Cluj ha giocato nelle serie inferiori, il 20 ottobre 2022 si incontrano di nuovo in uno scontro diretto in Coppa di Romania, partita che finisce 1-1 alla Cluj Arena.
La seconda rivalità più importante è contro l'Rapid București a causa di gravi scontri tra tifosi nel 2006, 2011, 2019. Altre rivalità sono Farul Constanța,UTA Arad,FCSB,Petrolul Ploiești e Politehnica Timișoara.

## Organico

### Rosa 2025-2026
Aggiornata al 24 luglio 2025.
| N. |                                 | Ruolo | Calciatore           |
| -- | ------------------------------- | ----- | -------------------- |
| 1  | Romania (bandiera)              | P     | Ștefan Lefter        |
| 2  | Romania (bandiera)              | D     | Alin Chinteș         |
| 4  | Romania (bandiera)              | C     | Răzvan Oaidă         |
| 6  | Romania (bandiera)              | D     | Iulian Cristea       |
| 7  | Gambia (bandiera)               | C     | Mouhamadou Drammeh   |
| 8  | Romania (bandiera)              | C     | Dorin Codrea         |
| 9  | Romania (bandiera)              | A     | Atanas Trică         |
| 10 | Romania (bandiera)              | C     | Dan Nistor           |
| 11 | Italia (bandiera)               | C     | Alessandro Murgia    |
| 12 | Romania (bandiera)              | P     | Denis Moldovan       |
| 13 | Slovacchia (bandiera)           | C     | Andrej Fábry         |
| 16 | Svizzera (bandiera)             | D     | Jasper van der Werff |
| 17 | Bosnia ed Erzegovina (bandiera) | A     | Jovo Lukić           |
| 18 | Romania (bandiera)              | C     | Andrei Artean        |

| N. |                           | Ruolo | Calciatore        |
| -- | ------------------------- | ----- | ----------------- |
| 19 | Costa d'Avorio (bandiera) | A     | Issouf Macalou    |
| 20 | Romania (bandiera)        | C     | Alexandru Bota    |
| 21 | Romania (bandiera)        | A     | Ioan Barstan      |
| 23 | Uganda (bandiera)         | D     | Elio Capradossi   |
| 26 | Costa d'Avorio (bandiera) | D     | Jonathan Cissé    |
| 27 | Romania (bandiera)        | C     | Alexandru Chipciu |
| 28 | Portogallo (bandiera)     | D     | Miguel Silva      |
| 30 | Lituania (bandiera)       | P     | Edvinas Gertmonas |
| 33 | Romania (bandiera)        | P     | Iustin Chirilă    |
| 93 | Senegal (bandiera)        | A     | Mamadou Thiam     |
| 94 | Romania (bandiera)        | C     | Ovidiu Bic        |
| 98 | Romania (bandiera)        | C     | Gabriel Simion    |
| 99 | Romania (bandiera)        | P     | Tudor Coşa        |

### Stagioni passate
- stagione 2007-2008
- stagione 2011-2012

### Ulteriori letture
- (RO) Dan Ioan Mihălcean, "U" Cluj – mai mult decât o legendă, Editura Dacia, 2009, OCLC 895374974.
- (RO) Ioan Chirilă, Șepcile roșii: 1919-1969, 2ª ed., Editura Grinta, 2013, OCLC 895385370.